# BAFA National League 2021
La BAFA National League 2021 è la 35ª edizione del campionato di football americano di primo livello, organizzato dalla BAFA.
È occasionalmente l'unico livello del campionato, aperto a tutte le squadre della nazione. Non definisce un campione nazionale, bensì ogni girone incorona il proprio campione.
Era prevista la partecipazione della seconda squadra dei Manchester Titans, col nome di Manchester Bees, ma questi ultimi si sono ritirati prima dell'emissione del calendario.
Gli Aberdeen Roughnecks, i Bury Saints, i Carlisle Kestrels e gli Hastings Conquerors si sono ritirati a calendario emesso.
I Portsmouth Dreadnoughts si sono ritirati dopo aver disputato il primo incontro.
Gli Halton Spartans si sono ritirati il 20 luglio,dopo aver disputato 2 incontri.

## Squadre partecipanti
| Club                         | Città               | Stadio | Sponsor ufficiale | Risultato nella stagione 2019 |
| ---------------------------- | ------------------- | ------ | ----------------- | ----------------------------- |
| ( Aberdeen Roughnecks)       | Aberdeen            |        |                   |                               |
| Birmingham Bulls             | Birmingham          |        |                   |                               |
| Bournemouth Bobcats          | Bournemouth         |        |                   |                               |
| Bristol Apache               | Bristol             |        |                   |                               |
| Bristol Aztecs               | Bristol             |        |                   |                               |
| ( Bury Saints)               | Thetford            |        |                   |                               |
| Cambridgeshire Cats          | Cambridge           |        |                   |                               |
| ( Carlisle Kestrels)         | Carlisle            |        |                   |                               |
| Chester Romans               | Chester             |        |                   |                               |
| Clyde Valley Blackhawks      | Wishaw              |        |                   |                               |
| Colchester Gladiators        | Colchester          |        |                   |                               |
| Cornwall Monarchs            | Newquay             |        |                   |                               |
| Crewe Railroaders            | Crewe               |        |                   |                               |
| Darlington Steam             | Darlington          |        |                   |                               |
| DC Presidents                | Chester-le-Street   |        |                   |                               |
| Doncaster Mustangs           | Doncaster           |        |                   |                               |
| Dumfries Hunters             | Dumfries            |        |                   |                               |
| Dunfermline Kings            | Dunfermline         |        |                   |                               |
| East Essex Sabres            | Rayleigh            |        |                   |                               |
| East Kent Mavericks          | Canterbury          |        |                   |                               |
| East Kilbride Pirates        | East Kilbride       |        |                   |                               |
| Edinburgh Wolves             | Edimburgo           |        |                   |                               |
| Essex Spartans               | Grays               |        |                   |                               |
| Gateshead Senators           | Jarrow              |        |                   |                               |
| Glasgow Tigers               | Glasgow             |        |                   |                               |
| Halton Spartans              | Widnes              |        |                   |                               |
| ( Hastings Conquerors)       | Hastings            |        |                   |                               |
| Hereford Stampede            | Hereford            |        |                   |                               |
| Hertfordshire Cheetahs       | St Albans           |        |                   |                               |
| Highland Stags               | Inverness           |        |                   |                               |
| Humber Warhawks              | Kingston upon Hull  |        |                   |                               |
| Inverclyde Goliaths          | Greenock            |        |                   |                               |
| Ipswich Cardinals            | Ipswich             |        |                   |                               |
| Jurassic Coast Raptors       | Dorchester          |        |                   |                               |
| Kent Exiles                  | Chislehurst         |        |                   |                               |
| Knottingley Raiders          | Knottingley         |        |                   |                               |
| Lancashire Wolverines        | Blackburn           |        |                   |                               |
| Leeds Bobcats                | Leeds               |        |                   |                               |
| Leicester Falcons            | Quorn               |        |                   |                               |
| Leigh Miners                 | Tyldesley           |        |                   |                               |
| Lincolnshire Bombers         | North Hykeham       |        |                   |                               |
| London Blitz                 | Londra              |        |                   |                               |
| London Blitz B               | Londra              |        |                   |                               |
| London Hornets               | Londra              |        |                   |                               |
| London Olympians             | Londra              |        |                   |                               |
| London Warriors              | Londra              |        |                   |                               |
| ( Manchester Bees)           | Manchester          |        |                   |                               |
| Manchester Titans            | Manchester          |        |                   |                               |
| Merseyside Nighthawks        | Liverpool           |        |                   |                               |
| Morecambe Bay Storm          | Morecambe           |        |                   |                               |
| Northumberland Vikings       | Newcastle upon Tyne |        |                   |                               |
| Northants Knights            | Wellingborough      |        |                   |                               |
| Norwich Devils               | Norwich             |        |                   |                               |
| Nottingham Caesars           | Nottingham          |        |                   |                               |
| Ouse Valley Eagles           | Bedford             |        |                   |                               |
| Oxford Saints                | Oxford              |        |                   |                               |
| Portsmouth Dreadnoughts      | Portsmouth          |        |                   |                               |
| Rushmoor Knights             | Rushmoor            |        |                   |                               |
| Sandwell Steelers            | Tipton              |        |                   |                               |
| Scunthorpe Alphas            | Scunthorpe          |        |                   |                               |
| Sheffield Giants             | Sheffield           |        |                   |                               |
| Shropshire Revolution        | Telford             |        |                   |                               |
| Solent Thrashers             | Southampton         |        |                   |                               |
| Somerset Wyverns             | Taunton             |        |                   |                               |
| South East Squadron          | Maidstone           |        |                   |                               |
| South Lincolnshire Lightning | Bourne              |        |                   |                               |
| South Wales Warriors         | Llanharan           |        |                   |                               |
| Staffordshire Surge          | Burton upon Trent   |        |                   |                               |
| Sussex Thunder               | Brighton            |        |                   |                               |
| Sussex Thunderbolts          | Brighton            |        |                   |                               |
| Swindon Storm                | Swindon             |        |                   |                               |
| Tamworth Phoenix             | Atherstone          |        |                   |                               |
| Torbay Trojans               | Paignton            |        |                   |                               |
| Wembley Stallions            | Londra              |        |                   |                               |
| Worcestershire Black Knights | Evesham             |        |                   |                               |
| Yorkshire Rams               | Leeds               |        |                   |                               |

## Stagione regolare

### Calendario

#### 1ª giornata
| Finsbury Park 27 giugno 2021, ore 12:00 | London Blitz B | 16 – 12 referto | Oxford Saints | Finsbury Park Athletic Stadium |

| Coleshill 27 giugno 2021, ore 13:00 | Tamworth Phoenix | 12 – 7 referto | Leicester Falcons | Pack Meadow |

| Bournemouth 27 giugno 2021, ore 14:00 | Bournemouth Bobcats | 20 – 0 referto | Portsmouth Dreadnoughts | The Bourne Academy |

| Newquay 27 giugno 2021, ore 14:00 | Cornwall Monarchs | 38 – 12 referto | Jurassic Coast Raptors | Newquay Sports Centre |

| Durham 27 giugno 2021, ore 14:00 | DC Presidents | 0 – 38 referto | Darlington Steam | The Sports & Wellbeing Park |

| Cusworth 27 giugno 2021, ore 14:00 | Doncaster Mustangs | 17 – 24 referto | Humber Warhawks | Wheatley Hill RUFC |

| Thundersley 27 giugno 2021, ore 14:00 | East Essex Sabres | 25 – 6 referto | East Kent Mavericks | Deanes School |

| South Ockendon 27 giugno 2021, ore 14:00 | Essex Spartans | - – - (annullata) | Hastings Conquerors | Thames RFC |

| Widnes 27 giugno 2021, ore 14:00 | Halton Spartans | 15 – 20 referto | Chester Romans | Select Security Stadium |

| Watford 27 giugno 2021, ore 14:00 | Hertfordshire Cheetahs | 7 – 19 referto | Wembley Stallions | Sun Postal Sports & Social Club |

| Rushmere St Andrew 27 giugno 2021, ore 14:00 | Ipswich Cardinals | 24 – 3 referto | Ouse Valley Eagles | Ipswich YM Rugby Club |

| Knottingley 27 giugno 2021, ore 14:00 | Knottingley Raiders | 6 – 41 referto | Sheffield Giants | Knottingley RUFC |

| Blackburn 27 giugno 2021, ore 14:00 | Lancashire Wolverines | 0 – 83 referto | Manchester Titans | UCLan Sports Centre |

| Wellingborough 27 giugno 2021, ore 14:00 | Northants Knights | 6 – 14 referto | Nottingham Caesars | Belle Vue Sports Village |

| Falmer 27 giugno 2021, ore 14:00 | Sussex Thunder | 0 – 34 referto | Solent Thrashers | Università del Sussex |

| Paignton 27 giugno 2021, ore 14:00 | Torbay Trojans | 0 – 52 referto | Bristol Apache | Foxhole Community Centre |

| Stoke-on-Trent 27 giugno 2021, ore 14:30 | Staffordshire Surge | 0 – 19 referto | Sandwell Steelers | Eastern Rise |

| Finsbury Park 27 giugno 2021, ore 16:00 | London Blitz | 9 – 7 referto | Kent Exiles | Finsbury Park Athletic Stadium |

#### 2ª giornata
| Bournemouth 4 luglio 2021, ore 14:00 | Bournemouth Bobcats | 8 – 31 referto | Rushmoor Knights | The Bourne Academy |

| Filton 4 luglio 2021, ore 14:00 | Bristol Aztecs | 61 – 0 referto | Swindon Storm | Stoke Gifford Stadium |

| Cambridge 4 luglio 2021, ore 14:00 | Cambridgeshire Cats | - – - (rinviata) referto | Colchester Gladiators | Coldhams Common |

| Newquay 4 luglio 2021, ore 14:00 | Cornwall Monarchs | 49 – 7 referto | Torbay Trojans | Newquay Sports Centre |

| Crewe 4 luglio 2021, ore 14:00 | Crewe Railroaders | 0 – 44 referto | Sandwell Steelers | King George V Playing Area |

| Jarrow 4 luglio 2021, ore 14:00 | Gateshead Senators | 6 – 48 referto | Northumberland Vikings | Monkton Stadium |

| Widnes 4 luglio 2021, ore 14:00 | Halton Spartans | 0 – 1 (a tavolino) referto | Manchester Titans | Select Security Stadium |

| Hastings 4 luglio 2021, ore 14:00 | Hastings Conquerors | - – - (annullata) referto | East Kent Mavericks | Hastings & Bexhill RFC |

| North Hykeham 4 luglio 2021, ore 14:00 | Lincolnshire Bombers | 19 – 38 referto | Nottingham Caesars | Memorial Hall |

| Thorpe St Andrew 4 luglio 2021, ore 14:00 | Norwich Devils | 27 – 6 referto | Ouse Valley Eagles | Thorpe St Andrew High School |

| Worcester 4 luglio 2021, ore 14:30 | Worcestershire Black Knights | - – - (rinviata) referto | Hereford Stampede | Perdiswell Leisure Centre |

| Sheffield 4 luglio 2021, ore 14:30 | Sheffield Giants | - – - (sospesa) referto | Yorkshire Rams | Davy's Sporting Club |

| Abingdon-on-Thames 4 luglio 2021, ore 14:30 | Oxford Saints | 6 – 19 referto | Hertfordshire Cheetahs | Tilsley Park |

| Skelmersdale 4 luglio 2021, ore 14:30 | Merseyside Nighthawks | 49 – 40 referto | Chester Romans | JMO Sports Park |

| Blaby 4 luglio 2021, ore 15:00 | Leicester Falcons | - – - (sospesa per temporale con fulmini) referto | Shropshire Revolution | Westleigh Park |

#### 3ª giornata
| Filton 11 luglio 2021, ore 14:00 | Bristol Apache | 1 – 0 (a tavolino) referto | Jurassic Coast Raptors | Stoke Gifford Stadium |

| Carlisle 11 luglio 2021, ore 14:00 | Carlisle Kestrels | - – - (annullata) referto | DC Presidents | Gillford Park Stadium |

| Colchester 11 luglio 2021, ore 14:00 | Colchester Gladiators | 0 – 21 referto | Cambridgeshire Cats | Corporal Budd VC Gymnasium |

| Cusworth 11 luglio 2021, ore 14:00 | Doncaster Mustangs | 0 – 57 referto | Yorkshire Rams | Wheatley Hill RUFC |

| South Ockendon 11 luglio 2021, ore 14:00 | Essex Spartans | 62 – 2 referto | Sussex Thunderbolts | Thames RFC |

| Hereford 11 luglio 2021, ore 14:00 | Hereford Stampede | 6 – 56 referto | Birmingham Bulls | Hereford City Sports Club |

| Kingston upon Hull 11 luglio 2021, ore 14:00 | Humber Warhawks | 16 – 8 referto | Leeds Bobcats | Costello Stadium |

| Chislehurst 11 luglio 2021, ore 14:00 | Kent Exiles | 9 – 13 referto | London Blitz | The Beaverwood Club |

| Barnet 11 luglio 2021, ore 14:00 | London Hornets | 34 – 0 referto | Oxford Saints | Mill Hill Rugby Club |

| Selhurst 11 luglio 2021, ore 14:00 | London Warriors | - – - (rinviata) referto | London Olympians | Selhurst Sports Arena |

| Bedford 11 luglio 2021, ore 14:00 | Ouse Valley Eagles | 14 – 18 referto | Ipswich Cardinals | Bedford International Athletic Stadium |

| Bedhampton 11 luglio 2021, ore 14:00 | Portsmouth Dreadnoughts | - – - (annullata) referto | Rushmoor Knights | Hook's Lane |

| Scunthorpe 11 luglio 2021, ore 14:00 | Scunthorpe Alphas | 10 – 3 referto | Lincolnshire Bombers | Quibell Park Stadium |

| Coleshill 11 luglio 2021, ore 14:00 | Tamworth Phoenix | 1 – 0 (a tavolino) referto | Staffordshire Surge | Pack Meadow |

| Harrow 11 luglio 2021, ore 15:00 | Wembley Stallions | 19 – 6 referto | London Blitz B | London Post Office Sports & Social Association |

| Swindon 11 luglio 2021, ore 15:15 | Swindon Storm | 42 – 0 referto | Worcestershire Black Knights | Southbrook Playing Fields |

#### 4ª giornata
| Cambridge 18 luglio 2021, ore 14:00 | Cambridgeshire Cats | 28 – 20 referto | Norwich Devils | Coldhams Common |

| Durham 18 luglio 2021, ore 14:00 | DC Presidents | 0 – 38 referto | Northumberland Vikings | The Sports & Wellbeing Park |

| Cusworth 18 luglio 2021, ore 14:00 | Doncaster Mustangs | 25 – 2 referto | Knottingley Raiders | Wheatley Hill RUFC |

| Thundersley 18 luglio 2021, ore 14:00 | East Essex Sabres | 43 – 0 referto | Sussex Thunderbolts | Deanes School |

| Jarrow 18 luglio 2021, ore 14:00 | Gateshead Senators | - – - (rinviata) referto | Darlington Steam | Monkton Stadium |

| Blackburn 18 luglio 2021, ore 14:00 | Lancashire Wolverines | 48 – 12 referto | Halton Spartans | UCLan Sports Centre |

| Finsbury Park 18 luglio 2021, ore 14:00 | London Blitz B | 14 – 14 referto | Wembley Stallions | Finsbury Park Athletic Stadium |

| Barnet 18 luglio 2021, ore 14:00 | London Hornets | 20 – 25 referto | Hertfordshire Cheetahs | Mill Hill Rugby Club |

| Nottingham 18 luglio 2021, ore 14:00 | Nottingham Caesars | 21 – 18 referto | Northants Knights | Harvey Hadden Stadium |

| Tipton 18 luglio 2021, ore 14:00 | Sandwell Steelers | 1 – 0 (a tavolino) referto | Crewe Railroaders | Tipton Sports Academy |

| Scunthorpe 18 luglio 2021, ore 14:00 | Scunthorpe Alphas | 1 – 0 (a tavolino) | South Lincolnshire Lightning | Quibell Park Stadium |

| Telford 18 luglio 2021, ore 14:00 | Shropshire Revolution | 44 – 0 referto | Staffordshire Surge | Oakengates Leisure Centre |

| Southampton 18 luglio 2021, ore 14:00 | Solent Thrashers | 47 – 0 referto | Sussex Thunder | Test Parks Sports Ground |

| Taunton 18 luglio 2021, ore 14:00 | Somerset Wyverns | 6 – 28 referto | Bristol Apache | Victoria Park |

| Paignton 18 luglio 2021, ore 14:00 | Torbay Trojans | 6 – 34 referto | Jurassic Coast Raptors | Foxhole Community Centre |

| Skelmersdale 18 luglio 2021, ore 14:30 | Merseyside Nighthawks | 10 – 42 referto | Manchester Titans | JMO Sports Park |

| Sheffield 18 luglio 2021, ore 14:30 | Sheffield Giants | 1 – 0 (a tavolino) referto | Leeds Bobcats | Davy's Sporting Club |

| Leeds 18 luglio 2021, ore 14:30 | Yorkshire Rams | 36 – 6 referto | Humber Warhawks | John Charles Centre for Sport |

#### 5ª giornata
| Coleshill 24 luglio 2021, ore 17:00 | Tamworth Phoenix | 61 – 0 referto | Sandwell Steelers | Pack Meadow |

| Falmer 25 luglio 2021, ore 11:00 | Sussex Thunderbolts | 0 – 55 referto | East Kent Mavericks | Università del Sussex |

| Dorchester 25 luglio 2021, ore 13:30 | Jurassic Coast Raptors | 0 – 1 (a tavolino) referto | Bristol Apache | Dorchester Town FC |

| Alvechurch 25 luglio 2021, ore 14:00 | Birmingham Bulls | 8 – 52 referto | Bristol Aztecs | King's Norton Rugby Club |

| Carlisle 25 luglio 2021, ore 14:00 | Carlisle Kestrels | - – - (annullata) referto | Gateshead Senators | Gillford Park Stadium |

| Crewe 25 luglio 2021, ore 14:00 | Crewe Railroaders | 0 – 66 referto | Leicester Falcons | King George V Playing Area |

| Durham 25 luglio 2021, ore 14:00 | DC Presidents | 0 – 1 (a tavolino) referto | Northumberland Vikings | The Sports & Wellbeing Park |

| Canterbury 25 luglio 2021, ore 14:00 | East Kent Mavericks | - – - (annullata) referto | Hastings Conquerors | Simon Langton Boys School |

| South Ockendon 25 luglio 2021, ore 14:00 | Essex Spartans | 8 – 9 referto | East Essex Sabres | Thames RFC |

| Watford 25 luglio 2021, ore 14:00 | Hertfordshire Cheetahs | 27 – 11 referto | London Hornets | Sun Postal Sports & Social Club |

| Kingston upon Hull 25 luglio 2021, ore 14:00 | Humber Warhawks | 0 – 1 (a tavolino) referto | Sheffield Giants | Costello Stadium |

| Chislehurst 25 luglio 2021, ore 14:00 | Kent Exiles | 0 – 49 referto | London Warriors | The Beaverwood Club |

| Tyldesley 25 luglio 2021 | Leigh Miners | 7 – 86 referto | Lancashire Wolverines | St George's Park |

| Eltham 25 luglio 2021, ore 14:00 | London Olympians | – (sospesa per temporale con fulmini) referto | London Blitz | Well Hall |

| Bedford 25 luglio 2021, ore 14:00 | Ouse Valley Eagles | 0 – 21 referto | Colchester Gladiators | Bedford International Athletic Stadium |

| Southampton 25 luglio 2021, ore 14:00 | Solent Thrashers | - – - (annullata) referto | Portsmouth Dreadnoughts | Test Parks Sports Ground |

| Falmer 25 luglio 2021, ore 14:00 | Sussex Thunder | 16 – 19 referto | Bournemouth Bobcats | Università del Sussex |

| Paignton 25 luglio 2021, ore 14:00 | Torbay Trojans | 0 – 57 referto | Somerset Wyverns | Foxhole Community Centre |

| Worcester 25 luglio 2021, ore 14:00 | Worcestershire Black Knights | 0 – 28 referto | South Wales Warriors | Perdiswell Leisure Centre |

| Stoke-on-Trent 25 luglio 2021, ore 14:30 | Staffordshire Surge | 6 – 14 referto | Shropshire Revolution | Eastern Rise |

| Swindon 25 luglio 2021, ore 15:00 | Swindon Storm | 44 – 12 referto | Hereford Stampede | Southbrook Playing Fields |

| Harrow 25 luglio 2021, ore 15:00 | Wembley Stallions | 23 – 0 referto | Oxford Saints | London Post Office Sports & Social Association |

#### 6ª giornata
| Aberdeen 1º agosto 2021 | Aberdeen Roughnecks | - – - (annullata) referto | Glasgow Tigers | Woodside Sports Complex |

| Dunfermline 1º agosto 2021, ore 13:00 | Dunfermline Kings | 3 – 38 referto | Highland Stags | Dunfermline Leisure Centre |

| Hoole 1º agosto 2021, ore 14:00 | Chester Romans | 1 – 0 (a tavolino) referto | Halton Spartans | Chester County Sports Club |

| Colchester 1º agosto 2021, ore 14:00 | Colchester Gladiators | 27 – 15 referto | Norwich Devils | Corporal Budd VC Gymnasium |

| Newquay 1º agosto 2021, ore 14:30 | Cornwall Monarchs | 6 – 34 referto | Bristol Apache | Newquay Sports Centre |

| Durham 1º agosto 2021, ore 14:00 | DC Presidents | 0 – 44 referto | Gateshead Senators | The Sports & Wellbeing Park |

| Cusworth 1º agosto 2021, ore 14:00 | Doncaster Mustangs | 42 – 13 referto | Leeds Bobcats | Wheatley Hill RUFC |

| Rushmere St Andrew 1º agosto 2021, ore 14:00 | Ipswich Cardinals | 6 – 32 referto | Cambridgeshire Cats | Ipswich YM Rugby Club |

| North Hykeham 1º agosto 2021, ore 14:00 | Lincolnshire Bombers | 18 – 22 referto | Scunthorpe Alphas | Memorial Hall |

| Finsbury Park 1º agosto 2021, ore 14:00 | London Blitz | 36 – 0 referto | London Olympians | Finsbury Park Athletic Stadium |

| Barnet 1º agosto 2021, ore 14:00 | London Hornets | 0 – 24 referto | London Blitz B | Mill Hill Rugby Club |

| Wellingborough 1º agosto 2021, ore 14:00 | Northants Knights | 20 – 8 referto | South Lincolnshire Lightning | Belle Vue Sports Village |

| Woolsington 1º agosto 2021, ore 14:00 | Northumberland Vikings | 54 – 6 referto | Darlington Steam | Druid Park |

| Gosport 1º agosto 2021, ore 14:00 | Portsmouth Dreadnoughts | - – - (annullata) referto | Sussex Thunder | Gosport Park |

| Tipton 1º agosto 2021, ore 14:00 | Sandwell Steelers | 0 – 54 referto | Tamworth Phoenix | Tipton Sports Academy |

| 1º agosto 2021, ore 14:00 | Solent Thrashers | 1 – 0 (a tavolino) referto | Sussex Thunder |  |

| Worcester 1º agosto 2021, ore 14:00 | Worcestershire Black Knights | 7 – 37 referto | Swindon Storm | Perdiswell Leisure Centre |

| Skelmersdale 1º agosto 2021, ore 14:30 | Merseyside Nighthawks | 60 – 0 referto | Lancashire Wolverines | JMO Sports Park |

| Sheffield 1º agosto 2021, ore 14:30 | Sheffield Giants | 1 – 0 (a tavolino) referto | Knottingley Raiders | Davy's Sporting Club |

#### 7ª giornata
| Dorchester 8 agosto 2021, ore 13:30 | Jurassic Coast Raptors | 12 – 3 referto | Torbay Trojans | Dorchester Town FC |

| Alvechurch 8 agosto 2021, ore 14:00 | Birmingham Bulls | 18 – 14 referto | South Wales Warriors | King's Norton Rugby Club |

| Bournemouth 8 agosto 2021, ore 14:00 | Bournemouth Bobcats | 27 – 6 referto | Rushmoor Knights | The Bourne Academy |

| Crewe 8 agosto 2021, ore 14:00 | Crewe Railroaders | 0 – 78 referto | Tamworth Phoenix | King George V Playing Area |

| Darlington 8 agosto 2021, ore 14:00 | Darlington Steam | 6 – 28 referto | Gateshead Senators | Blackwell Meadows |

| Canterbury 8 agosto 2021, ore 14:00 | East Kent Mavericks | 0 – 24 referto | East Essex Sabres | Simon Langton Boys School |

| Hereford 8 agosto 2021, ore 14:00 | Hereford Stampede | 0 – 1 referto | Bristol Aztecs | Hereford City Sports Club |

| Rushmere St Andrew 8 agosto 2021, ore 14:00 | Ipswich Cardinals | 21 – 20 referto | Norwich Devils | Ipswich YM Rugby Club |

| Leeds 8 agosto 2021, ore 14:00 | Leeds Bobcats | 3 – 8 referto | Humber Warhawks | West Leeds RUFC |

| Selhurst 8 agosto 2021, ore 14:00 | London Warriors | 55 – 10 referto | Kent Exiles | Selhurst Sports Arena |

| Eccles 8 agosto 2021, ore 14:00 | Manchester Titans | - – - (rinviata) referto | Lancashire Wolverines | Belle Vue Sports Village |

| Morecambe 8 agosto 2021, ore 14:00 | Morecambe Bay Storm | - – - (annullata) referto | Carlisle Kestrels | Trimpell Sports and Social Club |

| Nottingham 8 agosto 2021, ore 14:00 | Nottingham Caesars | - – - (rinviata) referto | Lincolnshire Bombers | Harvey Hadden Stadium |

| Nottingham 8 agosto 2021, ore 14:00 | Nottingham Caesars | 6 – 34 referto | Manchester Titans | Harvey Hadden Stadium |

| Telford 8 agosto 2021, ore 14:00 | Shropshire Revolution | 13 – 0 referto | Sandwell Steelers | Oakengates Leisure Centre |

| Taunton 8 agosto 2021, ore 14:00 | Somerset Wyverns | 1 – 0 (a tavolino) referto | Cornwall Monarchs | Victoria Park |

| Maidstone 8 agosto 2021, ore 14:00 | South East Squadron | 21 – 0 referto | Sussex Thunderbolts | Shepway Green Play Area |

| Bourne 8 agosto 2021, ore 14:00 | South Lincolnshire Lightning | 7 – 0 referto | Scunthorpe Alphas | Bourne Rugby Club |

| Stoke-on-Trent 8 agosto 2021, ore 14:30 | Staffordshire Surge | - – - (rinviata) referto | Leicester Falcons | Eastern Rise |

| Giffnock 8 agosto 2021, ore 16:00 | East Kilbride Pirates | 14 – 0 referto | Edinburgh Wolves | GHA Rugby Club |

#### 8ª giornata
| Coleshill 15 agosto 2021, ore 13:00 | Tamworth Phoenix | 54 – 0 referto | Shropshire Revolution | Pack Meadow |

| Dorchester 15 agosto 2021, ore 13:30 | Jurassic Coast Raptors | 0 – 6 referto | Somerset Wyverns | Dorchester Town FC |

| Filton 15 agosto 2021, ore 14:00 | Bristol Aztecs | 1 – 0 (a tavolino) referto | Worcestershire Black Knights | Stoke Gifford Stadium |

| Hoole 15 agosto 2021, ore 14:00 | Chester Romans | 34 – 41 referto | Merseyside Nighthawks | Chester County Sports Club |

| Darlington 15 agosto 2021, ore 14:00 | Darlington Steam | - – - (annullata) referto | Carlisle Kestrels | Blackwell Meadows |

| Dumfries 15 agosto 2021, ore 14:00 | Dumfries Hunters | 14 – 2 referto | Clyde Valley Blackhawks | David Keswick Centre |

| Thundersley 15 agosto 2021, ore 14:00 | East Essex Sabres | - – - (annullata) referto | Hastings Conquerors | Deanes School |

| South Ockendon 15 agosto 2021, ore 14:00 | Essex Spartans | 18 – 0 referto | South East Squadron | Thames RFC |

| Jarrow 15 agosto 2021, ore 14:00 | Gateshead Senators | 44 – 0 referto | DC Presidents | Monkton Stadium |

| Inverness 15 agosto 2021, ore 14:00 | Highland Stags | 12 – 15 referto | Dunfermline Kings | Carse Park |

| Knottingley 15 agosto 2021, ore 14:00 | Knottingley Raiders | 0 – 47 referto | Yorkshire Rams | Knottingley RUFC |

| Barnet 15 agosto 2021, ore 14:00 | London Hornets | 18 – 18 referto | Wembley Stallions | Mill Hill Rugby Club |

| Eccles 15 agosto 2021, ore 14:00 | Manchester Titans | 1 – 0 (a tavolino) referto | Halton Spartans | Belle Vue Sports Village |

| Bedford 15 agosto 2021, ore 14:00 | Ouse Valley Eagles | 0 – 38 referto | Cambridgeshire Cats | Bedford International Athletic Stadium |

| Gosport 15 agosto 2021, ore 14:00 | Portsmouth Dreadnoughts | - – - (annullata) referto | Solent Thrashers | Gosport Park |

| Farnborough 15 agosto 2021, ore 14:00 | Rushmoor Knights | 1 – 0 (a tavolino) referto | Sussex Thunder | Cove School |

| Scunthorpe 15 agosto 2021, ore 14:00 | Scunthorpe Alphas | 1 – 0 (a tavolino) referto | South Lincolnshire Lightning | Quibell Park Stadium |

| Southampton 15 agosto 2021, ore 14:00 | Solent Thrashers | 22 – 14 referto | London Olympians | Test Parks Sports Ground |

| Llanharan 15 agosto 2021, ore 14:00 | South Wales Warriors | 12 – 0 referto | Swindon Storm | The Dairy Field |

| Sheffield 15 agosto 2021, ore 14:30 | Sheffield Giants | 55 – 28 referto | Doncaster Mustangs | Davy's Sporting Club |

| Stoke-on-Trent 15 agosto 2021, ore 14:30 | Staffordshire Surge | 7 – 6 referto | Crewe Railroaders | Eastern Rise |

| Giffnock 15 agosto 2021, ore 16:00 | East Kilbride Pirates | 43 – 6 referto | Inverclyde Goliaths | GHA Rugby Club |

#### 9ª giornata
| Falmer 22 agosto 2021, ore 12:00 | Sussex Thunderbolts | 8 – 62 referto | East Kent Mavericks | Università del Sussex |

| Dorchester 22 agosto 2021, ore 13:30 | Jurassic Coast Raptors | 2 – 20 referto | Cornwall Monarchs | Dorchester Town FC |

| Aberdeen 22 agosto 2021, ore 14:00 | Aberdeen Roughnecks | - – - (annullata) referto | East Kilbride Pirates | Woodside Sports Complex |

| Bournemouth 22 agosto 2021, ore 14:00 | Bournemouth Bobcats | 14 – 33 referto | Solent Thrashers | The Bourne Academy |

| Thundersley 22 agosto 2021, ore 14:00 | East Essex Sabres | 0 – 22 referto | Essex Spartans | Deanes School |

| Edimburgo 22 agosto 2021, ore 14:00 | Edinburgh Wolves | 44 – 0 referto | Glasgow Tigers | Peffermill Playing Fields |

| Hastings 22 agosto 2021, ore 14:00 | Hastings Conquerors | - – - (annullata) referto | Essex Spartans | Hastings & Bexhill RFC |

| Watford 22 agosto 2021, ore 14:00 | Hertfordshire Cheetahs | 14 – 0 referto | London Blitz B | Sun Postal Sports & Social Club |

| Kingston upon Hull 22 agosto 2021, ore 14:00 | Humber Warhawks | 16 – 0 referto | Knottingley Raiders | Costello Stadium |

| Rushmere St. Andrew 22 agosto 2021, ore 14:00 | Ipswich Cardinals | 6 – 21 referto | Colchester Gladiators | Ipswich YM Rugby Club |

| Chislehurst 22 agosto 2021, ore 14:00 | Kent Exiles | 13 – 15 referto | London Olympians | The Beaverwood Club |

| Leeds 22 agosto 2021, ore 14:00 | Leeds Bobcats | 21 – 50 referto | Doncaster Mustangs | West Leeds RUFC |

| Tyldesley 22 agosto 2021, ore 14:00 | Leigh Miners | 6 – 76 referto | Chester Romans | St George's Park |

| Selhurst 22 agosto 2021, ore 14:00 | London Warriors | - – - (rinviata) referto | London Blitz | Selhurst Sports Arena |

| Wellingborough 22 agosto 2021, ore 14:00 | Northants Knights | 52 – 0 referto | Lincolnshire Bombers | Belle Vue Sports Village |

| Woolsington 22 agosto 2021, ore 14:00 | Northumberland Vikings | 50 – 0 referto | Darlington Steam | Druid Park |

| Thorpe St Andrew 22 agosto 2021, ore 14:00 | Norwich Devils | 12 – 34 referto | Cambridgeshire Cats | Thorpe St Andrew High School |

| Gosport 22 agosto 2021, ore 14:00 | Portsmouth Dreadnoughts | - – - (annullata) referto | Bournemouth Bobcats | Gosport Park |

| Tipton 22 agosto 2021, ore 14:00 | Sandwell Steelers | 14 – 37 referto | Leicester Falcons | Tipton Sports Academy |

| Scunthorpe 22 agosto 2021, ore 14:00 | Scunthorpe Alphas | 6 – 33 referto | Nottingham Caesars | Quibell Park Stadium |

| Llanharan 22 agosto 2021, ore 14:00 | South Wales Warriors | - – - (rinviata) referto | Hereford Stampede | The Dairy Field |

| Falmer 22 agosto 2021, ore 14:00 | Sussex Thunder | 7 – 42 referto | Rushmoor Knights | Università del Sussex |

| Worcester 22 agosto 2021, ore 14:30 | Worcestershire Black Knights | 7 – 35 referto | Birmingham Bulls | Perdiswell Leisure Centre |

#### 10ª giornata
| Blaby 28 agosto 2021, ore 18:00 | Leicester Falcons | 19 – 29 referto | Tamworth Phoenix | Westleigh Park |

| Dunfermline 29 agosto 2021, ore 13:00 | Dunfermline Kings | 9 – 22 referto | Dumfries Hunters | Dunfermline Leisure Centre |

| Aberdeen 29 agosto 2021, ore 14:00 | Aberdeen Roughnecks | - – - (annullata) referto | Inverclyde Goliaths | Woodside Sports Complex |

| Alvechurch 29 agosto 2021, ore 14:00 | Birmingham Bulls | 31 – 21 referto | Swindon Storm | King's Norton Rugby Club |

| Hoole 29 agosto 2021, ore 14:00 | Chester Romans | 127 – 0 referto | Leigh Miners | Chester County Sports Club |

| Colchester 29 agosto 2021, ore 14:00 | Colchester Gladiators | 14 – 0 referto | Ipswich Cardinals | Corporal Budd VC Gymnasium |

| Crewe 29 agosto 2021, ore 14:00 | Crewe Railroaders | 7 – 29 referto | Staffordshire Surge | King George V Playing Area |

| Darlington 29 agosto 2021, ore 14:00 | Darlington Steam | 35 – 6 referto | DC Presidents | Blackwell Meadows |

| South Ockendon 29 agosto 2021, ore 14:00 | Essex Spartans | 30 – 20 referto | East Kent Mavericks | Thames RFC |

| Jarrow 29 agosto 2021, ore 14:00 | Gateshead Senators | 0 – 43 referto | Northumberland Vikings | Monkton Stadium |

| Hereford 29 agosto 2021, ore 14:00 | Hereford Stampede | 20 – 13 referto | Worcestershire Black Knights | Hereford City Sports Club |

| Inverness 29 agosto 2021, ore 14:00 | Highland Stags | 31 – 8 referto | Clyde Valley Blackhawks | Carse Park |

| North Hykeham 29 agosto 2021, ore 14:00 | Lincolnshire Bombers | 7 – 0 referto | South Lincolnshire Lightning | Memorial Hall |

| Wellingborough 29 agosto 2021, ore 14:00 | Northants Knights | 32 – 8 referto | Scunthorpe Alphas | Belle Vue Sports Village |

| Bedford 29 agosto 2021, ore 14:00 | Ouse Valley Eagles | 21 – 39 referto | Norwich Devils | Bedford International Athletic Stadium |

| Taunton 29 agosto 2021, ore 14:00 | Somerset Wyverns | 50 – 0 referto | Torbay Trojans | Victoria Park |

| Watford 29 agosto 2021, ore 14:30 | Hertfordshire Cheetahs | 35 – 12 referto | Oxford Saints | Sun Postal Sports & Social Club |

| Leeds 29 agosto 2021, ore 14:30 | Leeds Bobcats | 0 – 1 (a tavolino) referto | Yorkshire Rams | West Leeds RUFC |

| Skelmersdale 29 agosto 2021, ore 14:30 | Merseyside Nighthawks | - – - (annullata) referto | Halton Spartans | JMO Sports Park |

#### 11ª giornata
| Filton 5 settembre 2021, ore 12:00 | Bristol Apache | 38 – 0 referto | Torbay Trojans | Stoke Gifford Stadium |

| Bournemouth 5 settembre 2021, ore 14:00 | Bournemouth Bobcats | 1 – 0 (a tavolino) referto | Sussex Thunder | The Bourne Academy |

| Cambridge 5 settembre 2021, ore 14:00 | Cambridgeshire Cats | 27 – 7 referto | Colchester Gladiators | Coldhams Common |

| Newquay 5 settembre 2021, ore 14:00 | Cornwall Monarchs | 13 – 40 referto | Somerset Wyverns | Newquay Sports Centre |

| Edimburgo 5 settembre 2021, ore 14:00 | Edinburgh Wolves | 54 – 0 referto | Inverclyde Goliaths | Peffermill Playing Fields |

| Widnes 5 settembre 2021, ore 14:00 | Halton Spartans | 0 – 1 (a tavolino) referto | Merseyside Nighthawks | Select Security Stadium |

| Hastings 5 settembre 2021, ore 14:00 | Hastings Conquerors | - – - (annullata) referto | East Essex Sabres | Hastings & Bexhill RFC |

| Hereford 5 settembre 2021, ore 14:00 | Hereford Stampede | 12 – 22 referto | South Wales Warriors | Hereford City Sports Club |

| Kingston upon Hull 5 settembre 2021, ore 14:00 | Humber Warhawks | 13 – 10 referto | Doncaster Mustangs | Costello Stadium |

| Knottingley 5 settembre 2021, ore 14:00 | Knottingley Raiders | 0 – 1 (a tavolino) referto | Leeds Bobcats | Knottingley RUFC |

| Blaby 5 settembre 2021, ore 14:00 | Leicester Falcons | 55 – 0 referto | Staffordshire Surge | Westleigh Park |

| North Hykeham 5 settembre 2021, ore 14:00 | Lincolnshire Bombers | 0 – 1 (a tavolino) referto | Nottingham Caesars | Memorial Hall |

| Eltham 5 settembre 2021, ore 14:00 | London Olympians | 6 – 68 referto | London Warriors | Well Hall |

| Eccles 5 settembre 2021, ore 14:00 | Manchester Titans | 57 – 15 referto | Chester Romans | Belle Vue Sports Village |

| Tipton 5 settembre 2021, ore 14:00 | Sandwell Steelers | 1 – 0 (a tavolino) referto | Crewe Railroaders | Tipton Sports Academy |

| Telford 5 settembre 2021, ore 14:00 | Shropshire Revolution | 3 – 55 referto | Tamworth Phoenix | Oakengates Leisure Centre |

| Southampton 5 settembre 2021, ore 14:00 | Solent Thrashers | 42 – 6 referto | Rushmoor Knights | Test Parks Sports Ground |

| Falmer 5 settembre 2021, ore 14:00 | Sussex Thunderbolts | 12 – 48 referto | Essex Spartans | Università del Sussex |

| Filton 5 settembre 2021, ore 14:30 | Bristol Aztecs | 46 – 7 referto | Birmingham Bulls | Stoke Gifford Stadium |

| Abingdon-on-Thames 5 settembre 2021, ore 14:30 | Oxford Saints | 21 – 52 referto | London Blitz B | Tisley Park |

| Harrow 5 settembre 2021, ore 15:00 | Wembley Stallions | 24 – 7 referto | London Hornets | London Post Office Sports & Social Association |

| Giffnock 5 settembre 2021, ore 16:00 | East Kilbride Pirates | 57 – 0 referto | Glasgow Tigers | GHA Rugby Club |

#### 12ª giornata
| Filton 12 settembre 2021, ore 12:00 | Bristol Apache | 52 – 0 referto | Cornwall Monarchs | Stoke Gifford Stadium |

| Cambridge 12 settembre 2021, ore 14:00 | Cambridgeshire Cats | 42 – 12 referto | Ouse Valley Eagles | Coldhams Common |

| Hoole 12 settembre 2021, ore 14:00 | Chester Romans | 12 – 33 referto | Manchester Titans | Chester County Sports Club |

| Wishaw 12 settembre 2021, ore 14:00 | Clyde Valley Blackhawks | 0 – 0 referto | Highland Stags | Beltane Park |

| Dumfries 12 settembre 2021, ore 14:00 | Dumfries Hunters | 46 – 12 referto | Dunfermline Kings | David Keswick Centre |

| Canterbury 12 settembre 2021, ore 14:00 | East Kent Mavericks | 1 – 0 (a tavolino) referto | Sussex Thunderbolts | Simon Langton Boys School |

| Blackburn 12 settembre 2021, ore 14:00 | Lancashire Wolverines | 26 – 54 referto | Merseyside Nighthawks | UCLan Sports Centre |

| Leeds 12 settembre 2021, ore 14:00 | Leeds Bobcats | 0 – 1 (a tavolino) referto | Sheffield Giants | West Leeds RUFC |

| Finsbury Park 12 settembre 2021, ore 14:00 | London Blitz B | 9 – 21 (rinviata) referto | Hertfordshire Cheetahs | Finsbury Park Athletic Stadium |

| Woolsington 12 settembre 2021, ore 14:00 | Northumberland Vikings | 1 – 0 (a tavolino) referto | DC Presidents | Druid Park |

| Thorpe St Andrew 12 settembre 2021, ore 14:00 | Norwich Devils | 63 – 0 referto | Ipswich Cardinals | Thorpe St Andrew High School |

| Farnborough 12 settembre 2021, ore 14:00 | Rushmoor Knights | - – - (annullata) referto | Portsmouth Dreadnoughts | Cove School |

| Farnborough 12 settembre 2021, ore 14:00 | Rushmoor Knights | 3 – 12 referto | Bournemouth Bobcats | Cove School |

| Scunthorpe 12 settembre 2021, ore 14:00 | Scunthorpe Alphas | 0 – 38 referto | Northants Knights | Quibell Park Stadium |

| Maidstone 12 settembre 2021, ore 14:00 | South East Squadron | 12 – 11 referto | East Essex Sabres | Shepway Green Play Area |

| Telford 12 settembre 2021, ore 14:00 | Shropshire Revolution | 56 – 0 referto | Crewe Railroaders | Oakengates Leisure Centre |

| Taunton 12 settembre 2021, ore 14:00 | Somerset Wyverns | 44 – 8 referto | Jurassic Coast Raptors | Victoria Park |

| Filton 12 settembre 2021, ore 14:30 | South Wales Warriors | 0 – 36 referto | Bristol Aztecs | Stoke Gifford Stadium |

| Bramhope 12 settembre 2021, ore 14:30 | Yorkshire Rams | 1 – 0 (a tavolino) referto | Knottingley Raiders | West Park RUFC |

#### 13ª giornata
| Blackburn 19 settembre 2021 | Lancashire Wolverines | 68 – 0 referto | Leigh Miners | UCLan Sports Centre |

| Falmer 19 settembre 2021, ore 12:00 | Sussex Thunderbolts | 9 – 37 referto | East Essex Sabres | Università del Sussex |

| Alvechurch 19 settembre 2021, ore 14:00 | Birmingham Bulls | - – - (annullata) referto | Hereford Stampede | King's Norton Rugby Club |

| Cambridge 19 settembre 2021, ore 14:00 | Cambridgeshire Cats | 57 – 8 referto | Ipswich Cardinals | Coldham Common |

| Colchester 19 settembre 2021, ore 14:00 | Colchester Gladiators | 27 – 0 referto | Ouse Valley Eagles | Corporal Budd VC Gymnasium |

| Darlington 19 settembre 2021, ore 14:00 | Darlington Steam | 32 – 0 referto | DC Presidents | Blackwell Meadows |

| Canterbury 19 settembre 2021, ore 14:00 | East Kent Mavericks | - – - (annullata) referto | Essex Spartans | Simon Langton Boys School |

| Glasgow 19 settembre 2021, ore 14:00 | Glasgow Tigers | 0 – 35 referto | East Kilbride Pirates | Glasgow Club Nethercraigs |

| Greenock 19 settembre 2021, ore 14:00 | Inverclyde Goliaths | 12 – 57 referto | Edinburgh Wolves | Battery Park |

| Blaby 19 settembre 2021, ore 14:00 | Leicester Falcons | - – - (annullata) referto | Crewe Railroaders | Westleigh Park |

| Finsbury Park 19 settembre 2021, ore 14:00 | London Blitz | 25 – 28 referto | London Warriors | Finsbury Park Athletic Stadium |

| Eltham 19 settembre 2021, ore 14:00 | London Olympians | 0 – 34 referto | Kent Exiles | Well Hall |

| Woolsington 19 settembre 2021, ore 14:00 | Northumberland Vikings | 1 – 0 (a tavolino) referto | Gateshead Senators | Druid Park |

| Nottingham 19 settembre 2021, ore 14:00 | Nottingham Caesars | 34 – 8 referto | Scunthorpe Alphas | Harvey Hadden Stadium |

| Tipton 19 settembre 2021, ore 14:00 | Sandwell Steelers | 6 – 34 referto | Shropshire Revolution | Tipton Sports Academy |

| Southampton 19 settembre 2021, ore 14:00 | Solent Thrashers | 48 – 14 referto | Bournemouth Bobcats | Test Parks Sports Ground |

| Bourne 19 settembre 2021, ore 14:00 | South Lincolnshire Lightning | 0 – 40 referto | Northants Knights | Bourne Rugby Club |

| Llanharan 19 settembre 2021, ore 14:00 | South Wales Warriors | 1 – 0 (a tavolino) referto | Worcestershire Black Knights | The Dairy Field |

| Falmer 19 settembre 2021, ore 14:00 | Sussex Thunder | 0 – 1 (a tavolino) referto | Rushmoor Knights | Università del Sussex |

| Swindon 19 settembre 2021, ore 14:00 | Swindon Storm | 0 – 50 referto | Bristol Aztecs | Southbrook Playing Fields |

| Harrow 19 settembre 2021, ore 14:00 | Wembley Stallions | 20 – 34 referto | Hertfordshire Cheetahs | London Post Office Sports & Social Association |

| Abingdon-on-Thames 19 settembre 2021, ore 14:30 | Oxford Saints | 1 – 0 (a tavolino) referto | London Hornets | Tisley Park |

| Leeds 19 settembre 2021, ore 14:30 | Yorkshire Rams | 69 – 0 referto | Doncaster Mustangs | John Charles Centre for Sport |

#### 14ª giornata
| Filton 26 settembre 2021, ore 14:00 | Bristol Apache | 28 – 2 referto | Somerset Wyverns | Stoke Gifford Stadium |

| Wishaw 26 settembre 2021, ore 14:00 | Clyde Valley Blackhawks | 12 – 8 referto | Dumfries Hunters | Beltane Park |

| Darlington 26 settembre 2021, ore 14:00 | Darlington Steam | 18 – 14 referto | Gateshead Senators | Blackwell Meadows |

| Thundersley 26 settembre 2021, ore 14:00 | East Essex Sabres | 6 – 40 referto | Essex Spartans | Deanes School |

| Canterbury 26 settembre 2021, ore 14:00 | East Kent Mavericks | 41 – 0 referto | South East Squadron | Simon Langton Boys School |

| Widnes 26 settembre 2021, ore 14:00 | Halton Spartans | 0 – 1 (a tavolino) referto | Lancashire Wolverines | Select Security Stadium |

| Knottingley 26 settembre 2021, ore 14:00 | Knottingley Raiders | 27 – 23 referto | Humber Warhawks | Knottingley RUFC |

| Finsbury Park 26 settembre 2021, ore 14:00 | London Blitz B | 6 – 36 referto | London Hornets | Finsbury Park Athletic Stadium |

| Eccles 26 settembre 2021, ore 14:00 | Manchester Titans | 54 – 6 referto | Merseyside Nighthawks | Belle Vue Sports Village |

| Thorpe St Andrew 26 settembre 2021, ore 14:00 | Norwich Devils | 18 – 0 referto | Colchester Gladiators | Thorpe St Andrew High School |

| Nottingham 26 settembre 2021, ore 14:00 | Nottingham Caesars | 16 – 7 referto | Northants Knights | Harvey Hadden Stadium |

| Farnborough 26 settembre 2021, ore 14:00 | Rushmoor Knights | 14 – 34 referto | Solent Thrashers | Cove School |

| Bourne 26 settembre 2021, ore 14:00 | South Lincolnshire Lightning | 6 – 14 referto | Lincolnshire Bombers | Bourne Rugby Club |

| Paignton 26 settembre 2021, ore 14:00 | Torbay Trojans | 30 – 50 referto | Cornwall Monarchs | Foxhole Community Centre |

| Abingdon-on-Thames 26 settembre 2021, ore 14:30 | Oxford Saints | 12 – 32 referto | Wembley Stallions | Tisley Park |

| Leeds 26 settembre 2021, ore 14:30 | Yorkshire Rams | 36 – 35 referto | Sheffield Giants | John Charles Centre for Sport |

| Swindon 26 settembre 2021, ore 15:00 | Swindon Storm | 30 – 30 referto | Birmingham Bulls | Southbrook Playing Fields |

#### 15ª giornata
| Dunfermline 3 ottobre 2021, ore 13:00 | Dunfermline Kings | 0 – 14 referto | Clyde Valley Blackhawks | Dunfermline Leisure Centre |

| Filton 3 ottobre 2021, ore 14:00 | Bristol Aztecs | 36 – 0 referto | South Wales Warriors | Stoke Gifford Stadium |

| Edimburgo 3 ottobre 2021, ore 14:00 | Edinburgh Wolves | 14 – 0 referto | East Kilbride Pirates | Peffermill Playing Fields |

| Inverness 3 ottobre 2021, ore 14:00 | Highland Stags | 12 – 0 referto | Dumfries Hunters | Carse Park |

| Greenock 3 ottobre 2021, ore 14:00 | Inverclyde Goliaths | 44 – 7 referto | Glasgow Tigers | Battery Park |

#### 16ª giornata
| Glasgow 10 ottobre 2021, ore 14:00 | Glasgow Tigers | 12 – 21 referto | Edinburgh Wolves | Glasgow Club Nethercraigs |

#### 17ª giornata
| Dumfries 17 ottobre 2021, ore 14:00 | Dumfries Hunters | 6 – 46 referto | Highland Stags | David Keswick Centre |

| Greenock 17 ottobre 2021, ore 14:00 | Inverclyde Goliaths | 0 – 35 referto | East Kilbride Pirates | Battery Park |

#### 18ª giornata
| Wishaw 24 ottobre 2021, ore 14:00 | Clyde Valley Blackhawks | 26 – 0 referto | Dunfermline Kings | Beltane Park |

#### 19ª giornata
| Glasgow 31 ottobre 2021 | Glasgow Tigers | 12 – 64 referto | Inverclyde Goliaths | Glasgow Club Nethercraigs |

#### Data non nota
| Morecambe 2021, ore 14:00 | Morecambe Bay Storm | – referto | Darlington Steam | Trimpell Sports and Social Club |

| Morecambe 2021, ore 14:00 | Morecambe Bay Storm | – referto | DC Presidents | Trimpell Sports and Social Club |

| Morecambe 2021, ore 14:00 | Morecambe Bay Storm | – referto | Northumberland Vikings | Trimpell Sports and Social Club |

### Classifiche
Le classifiche della regular season sono le seguenti.
- PCT = percentuale di vittorie, G = partite giocate, V = partite vinte,  P = partite perse, PF = punti fatti, PS = punti subiti

#### Caledonia
| Pos. | Squadra               | PCT  | G | V | N | P | PF  | PS  |
| ---- | --------------------- | ---- | - | - | - | - | --- | --- |
| 1    | Edinburgh Wolves      | .833 | 6 | 5 | 0 | 1 | 190 | 38  |
| 2    | East Kilbride Pirates | .833 | 6 | 5 | 0 | 1 | 184 | 20  |
| 3    | Inverclyde Goliaths   | .333 | 6 | 2 | 0 | 4 | 126 | 208 |
| 4    | Glasgow Tigers        | .000 | 6 | 0 | 0 | 6 | 31  | 265 |
| -    | Aberdeen Roughnecks   | -    | - | - | - | - | -   | -   |

#### Saltire
| Pos. | Squadra                 | PCT  | G | V | N | P | PF  | PS  |
| ---- | ----------------------- | ---- | - | - | - | - | --- | --- |
| 1    | Highland Stags          | .750 | 6 | 4 | 1 | 1 | 139 | 32  |
| 2    | Clyde Valley Blackhawks | .583 | 6 | 3 | 1 | 2 | 62  | 53  |
| 3    | Dumfries Hunters        | .500 | 6 | 3 | 0 | 3 | 96  | 93  |
| 4    | Dunfermline Kings       | .167 | 6 | 1 | 0 | 5 | 39  | 158 |

#### Central East
| Pos. | Squadra                      | PCT   | G | V | N | P | PF  | PS  |
| ---- | ---------------------------- | ----- | - | - | - | - | --- | --- |
| 1    | Nottingham Caesars           | 1.000 | 7 | 7 | 0 | 0 | 157 | 64  |
| 2    | Northants Knights            | .625  | 8 | 5 | 0 | 3 | 213 | 67  |
| 3    | Scunthorpe Alphas            | .444  | 9 | 4 | 0 | 5 | 56  | 165 |
| 4    | Lincolnshire Bombers         | .286  | 7 | 2 | 0 | 5 | 61  | 129 |
| 5    | South Lincolnshire Lightning | .143  | 7 | 1 | 0 | 6 | 21  | 83  |

#### Mercia
| Pos. | Squadra               | PCT   | G | V | N | P | PF  | PS  |
| ---- | --------------------- | ----- | - | - | - | - | --- | --- |
| 1    | Tamworth Phoenix      | 1.000 | 8 | 8 | 0 | 0 | 344 | 29  |
| 2    | Shropshire Revolution | .714  | 7 | 5 | 0 | 2 | 164 | 121 |
| 3    | Leicester Falcons     | .600  | 5 | 3 | 0 | 2 | 184 | 55  |
| 4    | Sandwell Steelers     | .444  | 9 | 4 | 0 | 5 | 85  | 199 |
| 5    | Staffordshire Surge   | .286  | 7 | 2 | 0 | 5 | 42  | 146 |
| 6    | Crewe Railroaders     | .000  | 8 | 0 | 0 | 8 | 13  | 282 |

#### East Anglia
| Pos. | Squadra               | PCT   | G | V | N | P | PF  | PS  |
| ---- | --------------------- | ----- | - | - | - | - | --- | --- |
| 1    | Cambridgeshire Cats   | 1.000 | 8 | 8 | 0 | 0 | 279 | 65  |
| 2    | Colchester Gladiators | .625  | 8 | 5 | 0 | 3 | 117 | 87  |
| 3    | Norwich Devils        | .500  | 8 | 4 | 0 | 4 | 214 | 137 |
| 2    | Ipswich Cardinals     | .375  | 8 | 3 | 0 | 5 | 83  | 224 |
| 5    | Ouse Valley Eagles    | .000  | 8 | 0 | 0 | 8 | 56  | 236 |
| -    | Bury Saints           | -     | - | - | - | - | -   | -   |

#### London
| Pos. | Squadra          | PCT   | G | V | N | P | PF  | PS  |
| ---- | ---------------- | ----- | - | - | - | - | --- | --- |
| 1    | London Warriors  | 1.000 | 4 | 4 | 0 | 0 | 200 | 41  |
| 2    | London Blitz     | .750  | 4 | 3 | 0 | 1 | 83  | 44  |
| 3    | London Olympians | .200  | 5 | 1 | 0 | 4 | 35  | 173 |
| 4    | Kent Exiles      | .167  | 6 | 1 | 0 | 5 | 73  | 141 |

#### Hadrians
| Pos. | Squadra                | PCT   | G | V | N | P | PF  | PS  |
| ---- | ---------------------- | ----- | - | - | - | - | --- | --- |
| 1    | Northumberland Vikings | 1.000 | 8 | 8 | 0 | 0 | 236 | 12  |
| 2    | Darlington Steam       | .571  | 7 | 4 | 0 | 3 | 135 | 152 |
| 3    | Gateshead Senators     | .429  | 7 | 3 | 0 | 4 | 136 | 116 |
| 4    | Morecambe Bay Storm    | .000  | 0 | 0 | 0 | 0 | 0   | 0   |
| 5    | DC Presidents          | .000  | 8 | 0 | 0 | 8 | 6   | 233 |
| -    | Carlisle Kestrels      | -     | - | - | - | - | -   | -   |

#### White Rose
| Pos. | Squadra             | PCT   | G | V | N | P | PF  | PS  |
| ---- | ------------------- | ----- | - | - | - | - | --- | --- |
| 1    | Yorkshire Rams      | 1.000 | 7 | 7 | 0 | 0 | 247 | 41  |
| 3    | Sheffield Giants    | .857  | 7 | 6 | 0 | 1 | 135 | 70  |
| 2    | Humber Warhawks     | .625  | 8 | 5 | 0 | 3 | 106 | 102 |
| 4    | Doncaster Mustangs  | .375  | 8 | 3 | 0 | 5 | 172 | 254 |
| 5    | Leeds Bobcats       | .125  | 8 | 1 | 0 | 7 | 46  | 119 |
| 6    | Knottingley Raiders | .125  | 8 | 1 | 0 | 7 | 35  | 155 |

#### Red Rose
| Pos. | Squadra               | PCT   | G | V | N | P | PF  | PS  |
| ---- | --------------------- | ----- | - | - | - | - | --- | --- |
| 1    | Manchester Titans     | 1.000 | 8 | 8 | 0 | 0 | 340 | 90  |
| 2    | Merseyside Nighthawks | .714  | 7 | 5 | 0 | 2 | 223 | 196 |
| 3    | Chester Romans        | .500  | 8 | 4 | 0 | 4 | 325 | 201 |
| 4    | Lancashire Wolverines | .500  | 8 | 4 | 0 | 4 | 276 | 287 |
| 5    | Leigh Miners          | .000  | 4 | 0 | 0 | 4 | 13  | 357 |
| -    | Halton Spartans       | .000  | 7 | 0 | 0 | 7 | 27  | 73  |

#### South
| Pos. | Squadra                 | PCT   | G | V | N | P | PF  | PS  |
| ---- | ----------------------- | ----- | - | - | - | - | --- | --- |
| 1    | Solent Thrashers        | 1.000 | 8 | 8 | 0 | 0 | 261 | 62  |
| 2    | Bournemouth Bobcats     | .625  | 8 | 5 | 0 | 3 | 115 | 137 |
| 3    | Rushmoor Knights        | .500  | 8 | 4 | 0 | 4 | 104 | 130 |
| 4    | Sussex Thunder          | .000  | 8 | 0 | 0 | 8 | 23  | 146 |
| -    | Portsmouth Dreadnoughts | .000  | 1 | 0 | 0 | 1 | 0   | 20  |

#### South East
| Pos. | Squadra             | PCT  | G | V | N | P | PF  | PS  |
| ---- | ------------------- | ---- | - | - | - | - | --- | --- |
| 1    | Essex Spartans      | .857 | 7 | 6 | 0 | 1 | 228 | 49  |
| 2    | East Essex Sabres   | .625 | 8 | 5 | 0 | 3 | 155 | 97  |
| 3    | East Kent Mavericks | .571 | 7 | 4 | 0 | 3 | 185 | 87  |
| 4    | South East Squadron | .500 | 4 | 2 | 0 | 2 | 33  | 70  |
| 5    | Sussex Thunderbolts | .000 | 8 | 0 | 0 | 8 | 31  | 329 |
| -    | Hastings Conquerors | -    | - | - | - | - | -   | -   |

#### South West
| Pos. | Squadra                | PCT   | G | V | N | P | PF  | PS  |
| ---- | ---------------------- | ----- | - | - | - | - | --- | --- |
| 1    | Bristol Apache         | 1.000 | 8 | 8 | 0 | 0 | 234 | 14  |
| 2    | Somerset Wyverns       | .750  | 8 | 6 | 0 | 2 | 206 | 77  |
| 3    | Cornwall Monarchs      | .500  | 8 | 4 | 0 | 4 | 176 | 178 |
| 4    | Jurassic Coast Raptors | .250  | 8 | 2 | 0 | 6 | 68  | 119 |
| 5    | Torbay Trojans         | .000  | 8 | 0 | 0 | 8 | 46  | 342 |

#### Thames Valley
| Pos. | Squadra                | PCT  | G | V | N | P | PF  | PS  |
| ---- | ---------------------- | ---- | - | - | - | - | --- | --- |
| 1    | Hertfordshire Cheetahs | .875 | 8 | 7 | 0 | 1 | 182 | 97  |
| 2    | Wembley Stallions      | .750 | 8 | 5 | 2 | 1 | 169 | 98  |
| 3    | London Blitz B         | .438 | 8 | 3 | 1 | 4 | 127 | 137 |
| 4    | London Hornets         | .313 | 8 | 2 | 1 | 5 | 126 | 125 |
| 5    | Oxford Saints          | .125 | 8 | 1 | 0 | 7 | 64  | 211 |

#### Severn
| Pos. | Squadra                      | PCT   | G | V | N | P | PF  | PS  |
| ---- | ---------------------------- | ----- | - | - | - | - | --- | --- |
| 1    | Bristol Aztecs               | 1.000 | 8 | 8 | 0 | 0 | 283 | 15  |
| 2    | Birmingham Bulls             | .643  | 7 | 4 | 1 | 2 | 185 | 176 |
| 3    | South Wales Warriors         | .571  | 7 | 4 | 0 | 3 | 77  | 102 |
| 4    | Swindon Storm                | .438  | 8 | 3 | 1 | 4 | 174 | 203 |
| 5    | Hereford Stampede            | .200  | 5 | 1 | 0 | 4 | 50  | 136 |
| 6    | Worcestershire Black Knights | .000  | 7 | 0 | 0 | 7 | 27  | 164 |